# Контактный зоопарк

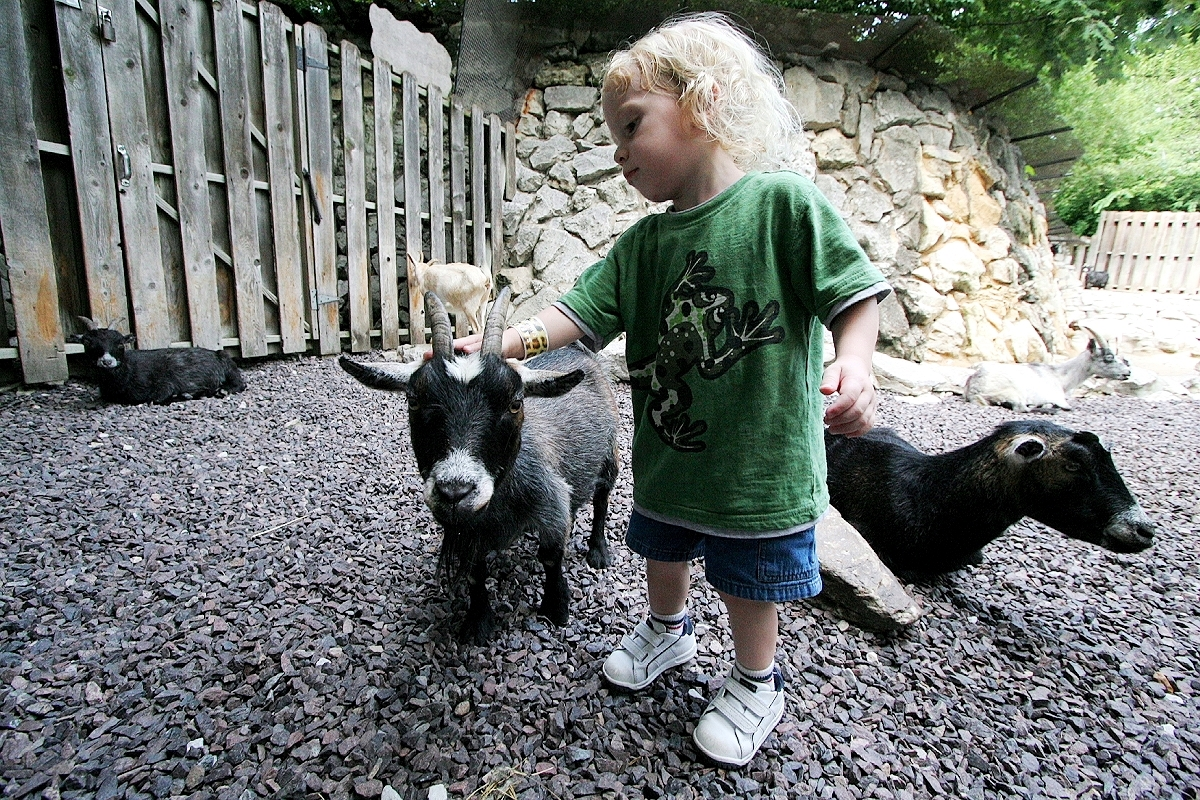
Девочка и козы в контактном зоопарке, являющемся частью зоопарка Сент-Луиса

Контактный зоопарк — это учреждение для содержания животных, которые не представляют прямой опасности для человека.
В контактном зоопарке человек может погладить животное, потрогать и покормить его. Контактные зоопарки предназначены главным образом для детей.
Как правило, в контактном зоопарке содержатся домашние животные: поросята, овцы, кролики, козы, цыплята. Также встречаются контактные зоопарки с косулями, енотами, черепахами, мини-лошадями, альпаками, морскими свинками, шиншиллами, ежами, павлинами, попугаями, лисами, и т. п.
Возможность потрогать руками животных и поиграть с ними вызывает массу положительных эмоций у детей.
Однако при посещении контактного зоопарка имеются определённые риски для детей:
- животное может покусать ребёнка, если он будет его сильно беспокоить;
- существует риск инфицирования от животного-переносчика заболевания[3][4].

Зоозащитники также обращают внимание на то, что невозможность укрыться от глаз и рук человека приводит к тому, что все животные в контактных зоопарках испытывают постоянный стресс, а через прикосновения посетителей от одного животного к другому могут передаваться инфекции.
Кроме того, зоозащитники полагают, что контактные зоопарки воспитывают в детях отношение к животным всего лишь как к игрушкам.
Согласно ФЗ от 27.12.2018 N 498-ФЗ (ред. от 27.12.2019) «Об ответственном обращении с животными и о внесении изменений в отдельные законодательные акты Российской Федерации» ст. 15 п. 4 физический контакт с животными запрещён.